# Große Blauquelle

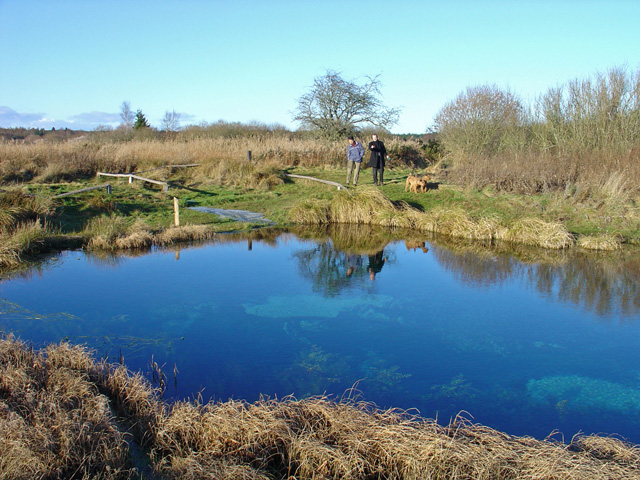
Große Blauquelle

Die Große Blauquelle (dänisch Store Blåkilde) ist eine Quelle in Dänemark. Sie liegt in der Region Nordjylland etwa 20 km nordöstlich der Stadt Hobro und steht unter Naturschutz. Store Blåkilde ist der wichtigsten Zufluss des Wasserlaufes Willestrup Å, der in den Mariager Fjord mündet.
Die Quelle liegt innerhalb des Rold Skov, eines der größten Waldgebiete Dänemarks mit 8000 Hektar Fläche. Aufgrund des kalkreichen Untergrunds sind Erdfälle häufig. Die Quelle ist eine Karstquelle und eine der ergiebigsten Quellen Dänemarks. Ihre Schüttung beträgt 300 Liter in der Sekunde. Die Herkunft des Wassers wurde als im Untergrund versickerndes Wasser aus dem Madum See (dänisch: Madum Sø) ermittelt, in dessen Grund Karstlöcher zu sehen sind. Die Quelle gehört zu einem großflächigen unterirdischen Wassersystem in dem Gebiet, in dem viele der Quellen und Seen der Region verbunden sind.
Der Quellaustritt befindet sich in einer Moorlandschaft. Der Rand der Quelle mit ihrem 12 Meter durchmessenden fast kreisrunde Becken von vier Meter Tiefe ist von grünen Wasserlinsen und anderen Wasserpflanzen bedeckt. Im Quelltopf ist der Boden dunkel. Am Grund sind Stellen aus weißem  Kalkstein sichtbar, aus denen das Wasser austritt. Durch den Sandboden des Gewässers wird das Himmelsblau an der Oberfläche reflektiert und das Wasser erscheint blau. Wahrscheinlich gab die blaue Farbe der Quelle den Namen. 